# خط طول 4° غرب
خط طول 4° غرب هو أحد خطوط الطول الجغرافية، والتي تمتد من القطب الشمالي الجغرافي إلى القطب الجنوبي الجغرافي، وحسب التحويل الزمني يتأخر خط طول 4° غرب عن خط غرينتش بـ16 دقيقة.

## من القطب إلى القطب
ينطلق خط طول 4° غرب من القطب الشمالي نحو القطب الجنوبي مرورا بالمناطق التي ترد في الجدول التالي:
| الإحداثيات                       | البلد أو الإقليم أو البحر | ملاحظات                                                                                                   |
| -------------------------------- | ------------------------- | --- |
| 90°0′N 4°0′W / 90.000°N 4.000°W  | المحيط المتجمد الشمالي    | |
| 81°52′N 4°0′W / 81.867°N 4.000°W | المحيط الأطلسي            | |
| 58°34′N 4°0′W / 58.567°N 4.000°W | المملكة المتحدة           | اسكتلندا                                                                                                  |
| 57°56′N 4°0′W / 57.933°N 4.000°W | بحر الشمال                | Dornoch Firth                                                                                             |
| 57°50′N 4°0′W / 57.833°N 4.000°W | المملكة المتحدة           | اسكتلندا                                                                                                  |
| 57°42′N 4°0′W / 57.700°N 4.000°W | بحر الشمال                | Moray Firth                                                                                               |
| 57°36′N 4°0′W / 57.600°N 4.000°W | المملكة المتحدة           | اسكتلندا — passing through ماذرويل [لغات أخرى]‏, just east of غلاسكو (at 55°48′N 4°0′W / 55.800°N 4.000°W) |
| 54°46′N 4°0′W / 54.767°N 4.000°W | البحر الأيرلندي           | |
| 53°15′N 4°0′W / 53.250°N 4.000°W | المملكة المتحدة           | ويلز — passing just west of سوانزي (at 51°38′N 3°57′W / 51.633°N 3.950°W)                                 |
| 51°54′N 4°0′W / 51.900°N 4.000°W | قناة برستل                | |
| 51°13′N 4°0′W / 51.217°N 4.000°W | المملكة المتحدة           | إنجلترا — passing just east of بليموث (at 50°22′N 4°9′W / 50.367°N 4.150°W)                               |
| 50°18′N 4°0′W / 50.300°N 4.000°W | المحيط الأطلسي            | بحر المانش                                                                                                |
| 48°43′N 4°0′W / 48.717°N 4.000°W | فرنسا                     | |
| 47°51′N 4°0′W / 47.850°N 4.000°W | المحيط الأطلسي            | خليج غاسكونيا                                                                                             |
| 43°27′N 4°0′W / 43.450°N 4.000°W | إسبانيا                   | |
| 46°45′N 4°0′W / 46.750°N 4.000°W | البحر الأبيض المتوسط      | بحر البوران                                                                                               |
| 35°14′N 4°0′W / 35.233°N 4.000°W | المغرب                    | |
| 30°51′N 4°0′W / 30.850°N 4.000°W | الجزائر                   | |
| 24°28′N 4°0′W / 24.467°N 4.000°W | مالي                      | |
| 13°26′N 4°0′W / 13.433°N 4.000°W | بوركينا فاسو              | |
| 9°50′N 4°0′W / 9.833°N 4.000°W   | ساحل العاج                | Passing just east of أبيدجان (at 5°19′N 4°2′W / 5.317°N 4.033°W)                                          |
| 5°14′N 4°0′W / 5.233°N 4.000°W   | المحيط الأطلسي            | |
| 60°0′S 4°0′W / 60.000°S 4.000°W  | المحيط الجنوبي            | |
| 70°19′S 4°0′W / 70.317°S 4.000°W | القارة القطبية الجنوبية   | أرض الملكة مود — المطالب الإقليمية بالقارة القطبية الجنوبية by النرويج                                    |